# Norolles
Norolles (nɔ.ʁɔlⓘ) es una comuna francesa situada en el departamento de Calvados, en la región de Normandía.

## Demografía
| 198 | 169 | 191 | 236 | 241 | 272 | 329 |
| Para los censos de 1962 a 1999 la población legal corresponde a la población sin duplicidades (Fuente: INSEE [Consultar]) |     |     |     |     |     |     |